# Complesso (psicologia)
Il complesso, in psicologia, è una definizione usata per descrivere la comparsa di una serie di sentimenti di tipo cosciente sgraditi, inevitabili, arrecanti incertezze e ansie nei riguardi del soggetto interessato e non alterabili attraverso il ragionamento.
Il complesso è un agglomerato di contenuti psichici, di immagini, ricordi ed esperienze; l'Io stesso è un complesso. Tali contenuti si formano e ruotano intorno al nostro sviluppo affettivo ed emotivo, in relazione costante tra loro articolano le nostre componenti soggettive ed il nostro modo di vedere il mondo. Carl Gustav Jung coniò il termine "complesso" per identificare quel materiale, più o meno inconscio, che più condiziona la nostra esistenza, che nasce e vive in noi attraverso espressioni sintomatiche con tonalità più o meno nevrotiche dalla quale la nostra personalità prende vita. Jung annunciò che non sono i sogni la via regia per l'inconscio, ma il complesso stesso. In termini semplici, il complesso è la correlazione tra carattere (tipo psicologico) e società, ovvero le nevrosi di relazione tra l'Io e il Sé.
Essi si muovono e si presentano a noi continuamente, in maniera autonoma e personificata nell'esperienza presente, nei sogni e soprattutto nella possessione in cui la nostra volontà e l'attenzione possono essere completamente sopraffatte al punto da condurre la nostra coscienza verso un destino proprio.

## Descrizione

### Secondo la psicoanalisi
Sigmund Freud descrisse il complesso come un nucleo associativo di pulsioni istintuali e di rappresentazioni dell'inconscio che si strutturano in un insieme coerente. Citando la scuola zurighese (Beluler, Jung, e altri), definì il complesso come "un gruppo di elementi rappresentativi, affettivamente investiti", cioè dotato di una carica emotiva (non lascia indifferente la coscienza): il complesso viene rimosso dalla coscienza nell'inconscio da dove continua a esercitare la sua influenza, causando un residuo mnestico cosciente del trauma psichico (una parte del ricordo che non viene rimossa), i sintomi patogeni (quali: tic, allucinazioni, paralisi, mutamenti caratteriali) propri della nevrosi e dell'isteria, nonché il contenuto del sogni. Il sintomo patogeno genera la stessa sofferenza psichica del complesso rimosso, benché sia deformato (come il sogno) e risulti più accettabile per le esigenze etiche o estetiche della coscienza. 
Il complesso più conosciuto, anche al di fuori della terminologia psicoanalitica, è il complesso di Edipo che il bambino sviluppa a partire dal desiderio sessuale verso il genitore di sesso opposto, e che si associa a una rivalità sessuale nei confronti del genitore dello stesso sesso e al senso di colpa legato all'incesto. Questo desiderio, non accettabile dalla coscienza, viene prontamente rimosso e trasferito nell'inconscio. Nel caso in cui non intervengano meccanismi di difesa atti a mitigare le tensioni interne, si manifestano allora comportamenti devianti e quindi complessi. Altri famosi e importanti complessi sono il complesso di Elettra, il complesso di castrazione e il complesso di senso di colpa.

### Secondo la psicologia dinamica
Recentemente il termine complesso ha riacquistato valore nell'ambito della psicodinamica. Alcuni teorici della psicoanalisi stanno aderendo, con sempre maggiore insistenza, all'epistemologia della complessità. La complessologia (che ha in Edgar Morin il maggiore referente mondiale in vita e Mauro Ceruti come esponente italiano) ha scalzato il positivismo freudiano, riduzionista e meccanicistico. In questa corrente di pensiero l'uomo viene concepito alla stregua di un sistema complesso, o meglio sistema dinamico complesso, non lineare. Complesso assume dunque il significato di non prevedibile, non lineare e formato da elementi che, se sommati, danno vita a qualità emergenti non desumibili dalla sommatoria delle singole parti (comportamento emergente).
Nello specifico, secondo questo filone psicodinamico (particolarmente vicino alla psicoanalisi della relazione), nell'uomo "c'è un'auto-organizzazione finalizzata alla sussistenza, che viene mantenuta attivamente dal suo interno (autopoietica) conciliando stabilità e cambiamento, che permette un'integrità delle parti del sistema (cellule, neuroni ecc.), e genera proprietà emergenti imprevedibili sulla base della semplice sommatoria delle parti (vedi i qualia, l'auto-valutazione ecc.). Per questo motivo l'uomo, e dunque il sistema Io-soggetto, rientra nei sistemi complessi detti "adattivi" ovvero CAS, Complex Adaptive System.

### Secondo la psicologia analitica
Carl Gustav Jung somministrando il test proiettivo di associazione verbale poté constatare l'esistenza dei complessi autonomi nell'inconscio degli individui. Tali complessi avevano, usando le sue parole, un "nucleo a tonalità affettiva ed archetipica".
Analizzando i termini si può evincere che il complesso ha un nucleo caratterizzato da una semplice emozione (gioia, paura, rabbia, vergogna, tristezza). Tale tonalità affettiva che rimane inconscia permette, secondo la teoria analitica, di selezionare il materiale che "costellerà" il nucleo, fatto di pensieri, sensazioni, intuizioni e sentimenti più o meno elaborati che mettono in atto un comportamento a base istintuale inconscia. La presenza inconscia di tali elementi psichici è giustificata dall'effetto disturbante che avrebbe sull'Io del soggetto, cioè la parte conscia.
Inoltre il nucleo affettivo è principalmente archetipico cioè contiene una rappresentazione collettiva caratteristica del genere umano: i complessi quindi sono rappresentazioni di comportamenti tipici dell'essere umano, riscontrabili anche nei miti, nelle leggende, nelle grandi storie, nei film e nelle favole.
Il polo che è stato rimosso ed è inconscio, se rimane tale, accumula energia e genera un complesso con relativa costellazione di materiale psichico. Il complesso inconscio, a seconda della quantità di energia, potrà quindi farsi sentire in modo più o meno violento nella vita dell'individuo, tramite ad esempio reazioni psicosomatiche, scissione della personalità, lapsus, dimenticanze e allucinazioni. Il fatto che l'individuo debba rispondere ad una situazione può richiedere l'attivazione delle informazioni legate al polo rimasto inconscio e questo può quindi creare problemi perché si assiste alla liberazione dell'energia del complesso e ad una incapacità di gestione di tale energia: a seconda dell'intensità affettiva/energetica si può assistere ad un corrispondente attivazione dell'arousal.
In psicoterapia quindi si comincia gradualmente a comprendere quale materiale conscio unilaterale sostiene l'individuo, successivamente quale materiale viene sistematicamente rimosso, negato, proiettato o intellettualizzato (a seconda cioè del sistema di difesa dell'Io attualizzato), utilizzando anche le immagini derivanti dai sogni, e solo più in là elaborare e diminuire l'energia del complesso in modo da permettere all'individuo di gestire tale mole di informazione.

### Il complesso di inferiorità secondo la psicologia individuale
Per Adler il complesso di inferiorità è il mutamento in senso patologico del naturale sentimento di inferiorità.
Nell'infanzia, il sentimento di inferiorità è una conseguenza alle obiettive limitazioni di ordine fisico, comportamentale e conoscitivo; ma, se l'entourage fornisce una buona educazione, incoraggiante e stimolante, il bambino conquista, in modo lento e graduale, sicurezza in sé stesso ed impara ad affrontare le difficoltà senza scoraggiarsi.
Il sentimento di inferiorità non si risolve mai integralmente: nel corso della vita rimane come percezione obiettiva dei limiti umani.
Nell'adulto "sano", l'aspirazione alla superiorità (o volontà di potenza), cioè il bisogno di conquistare una condizione di maggior sicurezza, benessere e gratificazione, istanza innata in tutti gli uomini, spinge alla progettazione di nuove modalità per risolvere i problemi e superare le difficoltà.
L'aspirazione alla superiorità ha connotazione positiva quando persegue obiettivi che producono vantaggio alla comunità, assume invece una connotazione negativa quando è mossa dalla logica dell'interesse privato: "il nevrotico aspira alla superiorità personale e, nel fare questo, si attende un contributo del gruppo in cui vive".
Un'educazione viziante o ipercorrettiva, l'ambiguità di messaggi educativi generatori di "doppi legami" o di "legami multipli", umiliazioni, confronti svalorizzanti, competitività tra i membri della famiglia, conducono alla trasformazione del senso di inferiorità in complesso di inferiorità. Oltre a questi elementi, devono essere ricordati, per le loro potenzialità patogene, i confronti negativi d'ordine culturale, sociale, economico, etnico e razziale e quegli stati d'insufficienza fisica, reali o presunti, capaci di interagire in senso svalutante nei confronti ambientali.
Di egual natura, anche se di segno opposto, è il complesso di superiorità che, sotto l'influsso del narcisismo, porta il soggetto nevrotico a enfatizzare l'immagine di sé e ad amplificare a dismisura l'autostima. Il complesso di superiorità è tipico degli individui eccessivamente ambiziosi ed esibizionisti.